# 氷紋
『氷紋』（ひょうもん）は、渡辺淳一が1972年に発表した小説。（旧）公明党の機関紙『公明新聞』（日曜版）の同年3月12日から12月24日まで連載された。同作を原作とし、1974年と1986年に放送されたテレビドラマについても紹介する。

## あらすじ
1月の札幌。有己子は夫の敬之から、久坂利輔が母親の葬式のため札幌に来ていることを知る。夫には秘密にしていたが、有己子は7年前、敬之と結婚する直前に久坂と会い、1度だけ肉体関係を持っていたのである。その時のことが忘れられず、有己子はもう一度久坂に会いたいと思い、お悔やみを伝えたいという口実で札幌から発つ直前の久坂に再会する。再会した久坂は、突然札幌出発を翌日に延ばし、ホテルで有己子との性行為に及ぶ。
久坂との再会後、いつも久坂のことを考え、夫に秘密がバレることを心配していた有己子は、突然下腹部の激痛に倒れる。敬之はストレスに起因する結石だろうと判断し、嫌がる有己子を説得して自らが手術をすることを決める。手術後、有己子は敬之の後輩で何かと病院での面倒を見てくれる横堀から、久坂が札幌に戻っていることを知る。当然見舞いに来るだろうと有己子は考えていたが、久坂は現れなかった。一ヶ月後、有己子は退院することになり、久坂と再び会う。もう少し一緒にいたいという有己子に、久坂は敬之の元に帰ったほうがいいと突き放し、2人は別れた。
その後、喫茶店で偶然横堀と再会した有己子は、彼の口から、結石の手術の際、敬之は有己子には何も言わずに不妊の手術まで行なっていた事実を聞かされる。ショックを受けた有己子は夫に激しく言い寄る。敬之は、教授令嬢である有己子と結婚するのは地位のためであって、有己子に愛されなくても構わなかったが、久坂と有己子が近づくのは許せなかったと告げる。さらに敬之は、有己子がもはや妊娠できないことを久坂に知らしめるため、久坂に手術を見学させていたことも話した。敬之との夫婦生活が完全に破綻したことを悟った有己子は、娘を連れて実家へ帰ることを決め、物語は終わる。

## 主な登場人物
諸岡有己子（もろおか ゆきこ）
旧姓氏家。S大学医学部第一外科の教授を父に持ち、父が見込んだ医局員の敬之と結婚する。物語は有己子の視点で展開される。
諸岡敬之（もろおか たかゆき）
S大学医学部第一外科の助教授。有己子の夫。
久坂利輔（くさか としすけ）
敬之と同期だが、7年前大学病院を離れ、地方の町医者として働いている。大学を離れたのは、重度の障害児の手術を失敗し、死なせてしまったからだと言われている。
諸岡真紀（もろおか まき）
有己子と敬之の一人娘。
横堀
敬之の後輩。

## テレビドラマ

### 1974年版
1974年10月3日から1975年1月2日によみうりテレビ制作・日本テレビ系列で毎週木曜日21:00 - 21:55（JST）にて放送された。

#### 出演
- 有己子：岩下志麻

- 諸岡敬之：津川雅彦

- 古賀律子：生田悦子

- 平岡秋江：中山麻理

- 奈緒子：磯野洋子

- 諸岡美穂：阿部寿美子

- ：立木悠子
- ：望月太郎
- ：池田恭子
- ：八代順子
- ：陶隆
- ：大矢兼臣
- ：増岡弘

- ：依田英明
- ：伊東光一
- ：村上幹夫
- ：栗原久男

- ：田中卓
- ：河野満弘
- ：西口恵美
- ：早川勝成

- ：高橋蔀
- ：楠千枝子
- ：絵里ちぐさ

- ：和久井節緒
- ：山口三恵子
- ：中村万沙子
- ：加川真規
- ：宇佐美ゆう
- ：上野淑子

- ：橋本典子
- ：長塚ゆう子
- ：青山礼子
- ：松田真里
- ：高田健二
- ：逸見真弓
- ：高橋京子
- ：石尾和子
- ：山岸和江

- 氏家伸太郎：山村聡（特別出演） ※1986年にも出演。

- ：社あつ子
- ：丸山詠二
- ：小山芳子
- ：浦井みゆき

- ：宮川セツ子
- ：栗田雪子
- ：大川慶
- ：大方斐紗子
- ：小森威典
- ：亀井武雄
- エースプロ

- ：池田鴻
- ：中原成男
- ：袋正

- ：近藤準
- ：町田博子

- 谷川千代：菅井きん

- 東出：山田吾一

- 川井文子：佐藤友美

- 久坂利輔：北大路欣也

- ナレーション：細川俊之

#### スタッフ
- 原作：渡辺淳一（講談社刊）

- 脚本：高橋玄洋

- 音楽：坂田晃一

- 衣裳協力：鳥居ユキ、祇園岡きみ
- 医事監修：赤羽紀武
- 医療器機協力：大協器械製作所

- 技術：中吉正、柿崎英夫
- カメラ：丸育三、庵跡紀彦
- 映像：平田稔、山田義幸
- 照明：沼田豊、コールツプロ

- 音声：三浦大和、柿崎香
- 効果：宮下博行
- VTR：岩上政一、河原木貞雄
- 化粧：西村慶子、鈴木文子

- 美術デザイン：橋本潔
- 美術制作：天野信夫
- 大道具：稲葉要三
- 装飾：土屋公善
- 小道具：栗原勝男
- 持道具：渡辺力男
- 衣裳：川崎建二

- ロケ協力：札幌テレビ放送（山崎甲子男）、札幌パークホテル、 全日空
- 制作協力：日比谷スタジオ

- プロデューサー：森開逞次、香坂信之

- 演出：小田切成明

- 制作：テレパック、よみうりテレビ

#### 主題歌
- 「旅路」（フィリップス）
  - 作詩：杉山政美 / 作・編曲：坂田晃一 / 歌 - 風車

#### 挿入歌
- 「春を知らぬ季節に」

### 1986年版
11月3日から12月31日にTBS系列「花王 愛の劇場」枠にて放送された。

#### キャスト（1986年版）
- 高橋惠子
- 村井国夫
- 田村亮
- 三宅邦子
- 円浄順子
- 城戸真亜子
- 甲斐智枝美
- 高橋彩夏
- 山村聡
- 二木てるみ
- 田島真吾
- 幸田直子
- 早川純一
- 草野直樹

#### スタッフ（1986年版）
- 演出 - 川俣公明
- 脚本 - 高橋玄洋
- 制作 - TBS、ジェイミック

#### 主題歌（1986年版）
- 「ぬくもり」（杉良太郎）
  - 作詞 - 橘由記 / 作曲 - 堀内孝雄 / 編曲 - 石田勝範

| 日本テレビ系 よみうりテレビ制作木曜21枠ドラマ | 日本テレビ系 よみうりテレビ制作木曜21枠ドラマ | 日本テレビ系 よみうりテレビ制作木曜21枠ドラマ |
| 前番組                                        | 番組名                                        | 次番組                                        |
| --------------------------------------------- | --------------------------------------------- | --------------------------------------------- |
| 花はあしたに （1974.4.4 - 9.26）              | 氷紋 （1974.10.3 - 1975.1.2）                 | 北都物語-絵梨子のとき- （1975.1.9 - 5.1）     |
| TBS 花王 愛の劇場                             |                                               |                                               |
| 母さん、家においでよ （1986.9.1 - 10.31）     | 氷紋 （1986.11.3 - 12.31）                    | ああ家族 （1987.1.5 - 2.27）                  |